# Sloup a opora pravdy
Sloup a opora pravdy (orig. Столп и утверждение истины. Опыт православной теодицеи в двенадцати письмах) je hlavní filozofické dílo Pavla Florenského.

## Obsah
Kniha je psána ve formě dopisů příteli. Její titulní stránka je vzata z knihy Amoris divini emblemata, studio et aere Othonis Vaeni concinnata. Jsou tam zobrazeni dva andělé na podstavci s nápisem: „Finis amoris, ut duo unum fiant“ (vrchol lásky jest, aby dva jedno byli). Tento symbol vyjadřuje hlavní myšlenku metafyziky Pavla Florenského, která vyhlašuje, že všechny stvořené osoby jsou jednobytné čili soupodstatné. Florenskij projevuje v knize překvapivou erudici v oblasti teologie a filozofie.  Ve svém filozofování si pomáhá znalostmi z nejrůznějších oblastí: medicíny, psychopatologie, folklóru. Svou teodiceu Florenskij zdůvodňuje „živou náboženskou zkušeností, která je jediný zákonný způsob poznávání dogmatů.“

## Ohlasy
Vydavatelství Princeton University Press o ní napsalo:
| „                                          | Jde o sérii dvanácti listů "bratrovi", případně "příteli", který může být symbolicky chápán jako Kristus. Ústředním tématem Florenského práce je zkoumání různých významů křesťanské lásky, kterou vidí jako kombinaci filia (přátelství) a agapé (univerzální láska). Popisuje prastaré křesťanské obřady jako adelfopoiésis - obřady sbratření mezi věřícími, spojující mužské přátelství cudným poutem lásky. Navíc je jedním z prvních myslitelů ve dvacátém století, pro které je důležitá idea Božské Sofie. | “ |
| — Vydavatelství Princeton University Press | |   |

Podle vydavatelství Refugium se jedná o „jedno z nejznamenitějších náboženských děl v intelektuálním ruském prostředí, jak po stránce spekulativní - teologicky či filozoficky - tak i ve smyslu osobního svědectví. Grandiózní eseje jsou záměrně prokládané různými mezioborovými exkurzemi do matematiky, teorie umění, patristiky... Nadčasové originální vize ruského kněze, který záhadně zahynul v sovětském vězení, představují nepochybně velmi závažnou inspiraci.“
Archimandrita Nikanor (Kudrjavcev) však podrobil drtivé kritice tuto knihu.

## České překlady
- Sloup a opora pravdy. Olomouc: Refugium, 2003 ISBN 80-86715-10-8